# 国民同志賛成会
国民同志賛成会は大韓帝国末期に一進会の日韓併合請願に支持意思を表明して支持世論を拡散させるために組職された団体である。国民賛成同志会とも呼ばれる。
1910年1月23日に設立して発起会を行った。似た性格の他の団体に比べて、この団体には大物人士が多く含まれ、組職体系もある程度整っていた. 顧問の中には高官である閔泳徽と李址鎔、実業人李学宰（이학재）が含まれており、会長は正3品前職官僚である李範贊（이범찬）、副会長は徐彰輔（서창보）、総務は趙悳夏（조덕하）が引き受けた。活動経費は一進会が負担したことが知られている。一進会幹部たちとは別に会合を持つなど密接な関係を維持した。
発起直後から活発な活動を広げ、賛成員推薦書と趣旨書を発刊して、現職大臣たちに推薦書を発送した。しかし日韓併合反対世論に負担を感じた大臣たちは皆この推薦書を送り返した。本来は総裁に金宗漢（김종한）が推薦されたが繰り返し辞退したのもこのためだった。『皇城新聞』は「大韓国の逆党」である一進会徒党と言いながらこれらの活動を非難する論説を掲載し、続いて『大韓民報』も「新凶会」と指称して国民同志賛成会を猛非難した。
会員数は、結成初期には100人に満たなかったが、入会者たちに400～500人の線だと誇張宣伝してばれた事がある。この団体と何の関係もない人が名前を盗用されたという主張が提起されたりした。国民賛成同志会は1910年2月5日と2月6日に、早速な「政合邦」を丁重に望むという請願書をそれぞれ大韓帝国と日本帝国の内閣に送った。
国民同志賛成会は併合賛成世論盛り上げのために討論会も開催したが、この席で「父母も君主もない一匹犬豚」という言葉を聞くほど反感を多く買った。剣契団という団体が、副会長徐彰輔の罪状を書いた文を事務所の門の前にかけておいて、消えたりした。しかし彼らは屈しないで3月12日に再び内閣と統監府に長書を送って日韓併合を促すなど活動を継続した。日韓併合条約が締結された後、一進会と同じ日である9月12日に解散された。

## 参考資料
친일인명사전편찬위원회 （2004年12月27日）. 《일제협력단체사전 - 국내 중앙편》. 서울: 민족문제연구소. ISBN 8995330724